# Маликов, Игорь Иванович
И́горь Ива́нович Ма́ликов (родился 21 мая 1956 года, Чкалов) — советский и российский военный деятель, лётчик-испытатель 1-го класса, полковник ВВС России запаса, Герой Российской Федерации (2000).

## Биография
После окончания средней школы в 1973 году был призван в ряды Советской армии.
Поступил в Барнаульское высшее военное авиационное училище лётчиков, в 1977 году окончил его. После окончания училища оставлен в нём лётчиком-инструктором.
В 1985 году начал карьеру лётчика-испытателя. Проходил учёбу в Центре подготовки лётчиков-испытателей г.Ахтубинска. После окончания учёбы стал сначала лётчиком-испытателем, затем старшим лётчиком-испытателем в ГЛИЦ им. В.П. Чкалова. В 1999 году возглавил Государственный лётно-испытательный центр Министерства обороны имени В. П. Чкалова. С 2002 по 2009 г. — заместитель начальника ГЛИЦ им. В.П. Чкалова. 

Летчик-испытатель 1-го класса. Налет — более 3000 часов. Освоил 57 типов самолетов. Провел испытания самолетов Су-27М (Су-35), Су-27ИБ (Су-32), Су-37 (Су-47), Су-27 со сброшенным фонарем, Су-34. Участвовал в перелете на МиГ-29 в Малайзию на авиасалон LIMA-91. Во время посещения авиабазы в Калифорнии летал на самолете F-15.
Указом Президента Российской Федерации от 12 августа 2000 года за мужество и героизм, проявленные при испытании новой авиационной техники в условиях, сопряженных с риском для жизни, Маликову присвоено звание Героя Российской Федерации.
Заслуженный военный летчик Российской Федерации.

В 2001 году уволен в запас по достижении предельного возраста пребывания на военной службе.

## Награды и почётные звания
- Герой Российской Федерации (13 августа 2000 года)
- 3 Ордена Мужества
- Заслуженный военный лётчик Российской Федерации (27 февраля 1995) — за особые заслуги в освоении авиационной техники, высокие показатели в воспитании и обучении летных кадров и многолетнюю безаварийную летную работу
- другие награды